# Gustavo Nocetti
Gustavo Nocetti (Montevideo, 6 de noviembre de 1959 - Montevideo, 30 de diciembre de 2002) fue un cantante de tangos uruguayo.

## Biografía
En 1976, aún adolescente, ganó un concurso organizado por el programa de tango Café Concert de canal 5. Sus primeros álbumes fueron Naranjo en flor y Somos los ilusos, este último con arreglos de Fernando Cabrera.
El pianista argentino Atilio Stampone lo invitó en 1978 a cantar en Caño 14, una de las más importantes tanguerías de Buenos Aires en esos años, donde compartió escenario con Roberto Goyeneche, Rubén Juárez y Edmundo Rivero.
En Buenos Aires también cantó con la orquesta de Armando Pontier. Fue invitado por Edmundo Rivero para integrar el elenco del espectáculo tanguero Cafetín de Buenos Aires en Mar del Plata y por Osvaldo Pugliese para participar en el álbum Futuro (1982), que reúne las voces de varios jóvenes cantantes de tango del momento.
Ingresó en 1983 como cantante estable a la Orquesta de Tango de la Ciudad de Buenos Aires dirigida por el pianista Carlos García y el bandoneonista Raúl Garello.
Con el septeto de Raúl Garello grabó dos álbumes con música de Garello y letras de Horacio Ferrer: Viva el tango (1988) y Tangos en homenaje a Woody Allen (1992). Entre ambos álbumes son dieciocho temas con música de Garello y letra de Ferrer.
Después de diez años en Buenos Aires regresó a Montevideo y en 1994 participó del ciclo Galas de tango de la Orquesta Filarmónica de Montevideo dirigida por Federico García Vigil y como solista en tres álbumes de dicha orquesta.
En 1996 grabó el álbum Excesos y en 1999 Nocetti interpreta a Ferrer junto a Horacio Ferrer y el pianista Alberto Magnone, con quienes también realizó el espectáculo de tango y poesía Por existir.
Como cantante de orquesta y solista realizó giras por Alemania, España, Finlandia, Países Bajos, Turquía, Egipto, Japón, Brasil, Argentina y Uruguay, entre otros países.
Su última actuación fue el 17 de noviembre de 2002, junto al cuarteto del bandoneonista Néstor Vaz, en la Sala Zitarrosa. Falleció el 30 de diciembre de ese año, en un accidente de tránsito en Montevideo.

## Discografía
Discografía propia
- Naranjo en flor (Orfeo, 1978)
- Somos los ilusos (La Batuta, 1986)
- Viva el tango (1988)
- Tangos en homenaje a Woody Allen (1992)
- Excesos (1996)
- Nocetti interpreta a Ferrer (1999, con Alberto Magnone en piano y Horacio Ferrer)

Póstumos
- Gustavo Nocetti, La voz y la imagen del tango en la ciudad (Perro Andaluz, 2008) CD doble
- Gustavo Nocetti en vivo en el Teatro del Notariado - 17 de agosto de 1988 - 1er festival Viva el Tango (Perro Andaluz, 2008) DVD

Participaciones
- Futuro (El disco de las voces jóvenes), álbum de Osvaldo Pugliese (EMI, 1982, Nocetti canta el tango Crecimos juntos (mi bandoneón y yo)).[5]
- La orquesta de tango de Buenos Aires (Melopea, 1990, Nocetti canta en Mala entraña).